# Свистова
Свистова — деревня в Болховском районе Орловской области России. Входит в состав Медведковского сельского поселения.

## География
Деревня находится в северной части Орловской области, в лесостепной зоне, в пределах центральной части Среднерусской возвышенности, к западу от реки Турья (приток Орса), на расстоянии 0,5 километра от административного центра поселения деревни Вязовой и на расстоянии 20,5 километров от административного центра района города Болхова.
Абсолютная высота — 211 метров над уровнем моря.
Часовой пояс
Деревня Свистова, как и вся Орловская область, находится в часовой зоне МСК (московское время). Смещение применяемого времени относительно UTC составляет +3:00.

## Население
| 2010 |
| ---- |
| 24   |

Половой состав
По данным Всероссийской переписи населения 2010 года в гендерной структуре населения мужчины составляли 54,2 %, женщины — соответственно также 45,8 %.
Национальный состав
Согласно результатам переписи 2002 года, в национальной структуре населения русские составляли 89 % из 38 чел.

## Улицы
Уличная сеть деревни состоит из одной улицы (ул. Центральная).